# Bestia de Bray Road

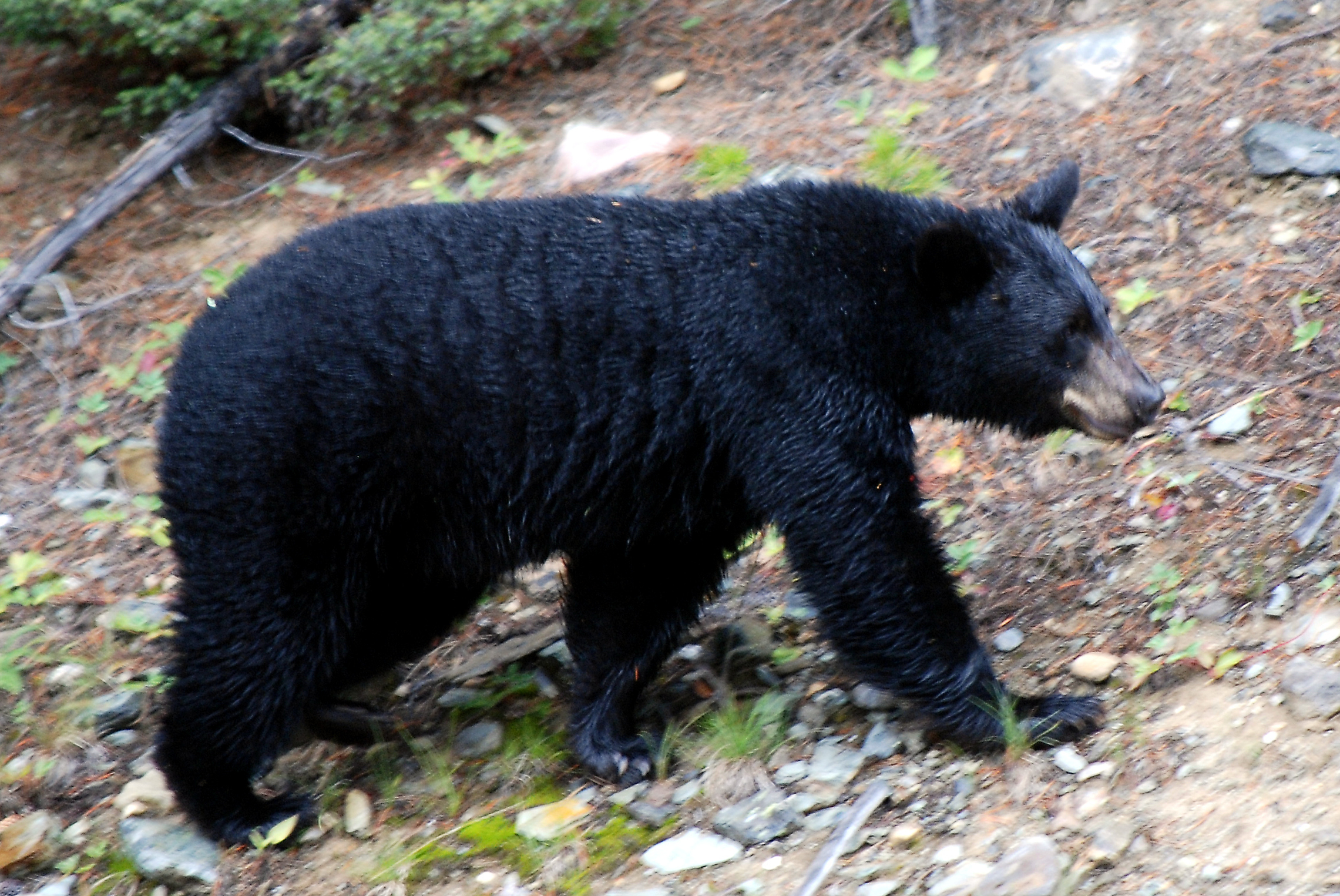
Oso negro en las Montañas Rocosas canadienses.

La Bestia de Bray Road es una supuesta criatura pseudocriptida. El primer reporte de su supuesta primera aparición es reciente y fue en los años 1980, en un camino rural en las afueras de Elkhorn, Wisconsin. La misma etiqueta ha sido aplicada más allá del lugar de origen, a cualquier criatura desconocida o extraña del sur de Wisconsin o del norte de Illinois que es descrita teniendo características similares a aquellas de los primeros avistamientos.

## Descripción
La Bestia de Bray Road es descrita por testigos de muchas formas maneras: 
- Un peludo bípedo parecido al Pie Grande (Bigfoot).
- Un lobo inusualmente grande y con la capacidad para andar sobre sus patas traseras.
- Diferentes formas híbridas entre los seres antes dichos.

Aunque la Bestia de Bray Road nunca ha sido vista transformándose de un humano a lobo en ninguno de los avistamientos, ha sido etiquetado hombre lobo en algunos artículos de prensa.

## Teorías
El investigador de lo Paranormal Todd Roll dijo que podría haber conexión del hombre-lobo con las actividades ocultas y animales mutilados (los que bien podría haber sido ofrecidos como sacrificio) en Walworth County, Wisconsin.
Un número de teorías basadas en animales también han sido propuestas. Estas incluyen:
- La criatura es una especie aún no descubierta de perro salvaje.
- Es el waheela (un lobo gigante prehistórico similar a Amarok, criatura devora hombres de los bosques norteños).
- Es un perro, lobo o coyote, posiblemente uno que ha sido entrenado para andar sobre dos patas antes de volverse una fiera.
- Es el vivo ejemplo de un actual hombre-lobo.

Otra teoría paranormal es la leyenda de los nativos Norteamericanos de un Cambiante de Piel.
Es también posible que la histeria colectiva sea la causa de que varias criaturas fueran etiquetadas de la misma manera, puesto que la Bestia de Bray Road no luce igual desde una aparición hasta la siguiente.

## Cultura popular
La Bestia de Bray Road apareció en el programa de televisión Mystery Hunters como también en muchos libros y películas. Artículos acerca de esto han tenido su aparición en la revista Weekly World News.